# نشوي الديب
نشوى حسن على عبد العال ديب مواليد (  1 يوليو 1963) بمحافظة الجيزة، حاصل على ليسانس لغة عربية وعلوم إسلامية كلية دار العلوم جامعة القاهرة عام 1988، ودبلوم دراسات عليا صحافة كلية الإعلام جامعة القاهرة عام 1993.

## الحياة العملية
أمين الشئون العربية بالحزب الناصرى، وكذلك عضو نقابة الصحفيين، ورئيس مجلس أمناء مؤسسة الكل في واحد للمواطنة والتنمية، وأسست أول نقابة للعاملين في النظافة وتحسين البيئة.
شغلت أيضا منصب نائب رئيس تحرير جريدة العربى الناصرى وعملت معدا للبرامج التليفزيونية، ورئيسا لتحرير مجلة الصناعة العربية «جامعة الدول العربية»، ومديرا لعدد من مكاتب وكالات الأنباء العربية ومراسلة لبعض الصحف والإذاعات العربية.
وخاضت الانتخابات البرلمانية للمرأة على مقعد الفئات عام 2011 في دائرة امبابة والدقى والعجوزة وحصلت على ما يقرب من 22 ألف صوت 98% منها من امبابة.